# Émilie Loit
Émilie Loit (Cherbourg, 9 juni 1979) is een voormalig tennisspeelster uit Frankrijk. Zij begon op vijfjarige leeftijd met tennis. Haar favoriete ondergrond is gravel. Zij speelt linkshandig en heeft een tweehandige backhand. Zij was actief in het internationale tennis van 1994 tot in 2009.

## Loopbaan
Loit debuteerde op de WTA-tour in 1998 op het toernooi van Parijs. Op 9 november van dat jaar kwam zij voor het eerst de top 100 van de wereldranglijst binnen. Loit won in haar carrière drie WTA-toernooien in het enkelspel en 16 in het dubbelspel. Haar beste resultaten op de grandslamtoernooien zijn het bereiken van de kwartfinale in het dubbelspel op het US Open 1998, Roland Garros 2003, Wimbledon 2004 en Roland Garros 2005. In het enkelspel kwam zij niet verder dan de vierde ronde, op het Australian Open 1999.
In 2002, 2003, 2004 en 2006 maakte Loit deel uit van het Franse Fed Cup-team – zij behaalde daar een winst/verlies-balans van 4–7.
In november 2003 bereikte zij in het dubbelspel haar hoogste positie op de WTA-ranglijst: de vijftiende plek, in april 2004 haar hoogste positie in het enkelspel: 27e.
In juni 2009, na afloop van Roland Garros 2009 (waaraan zij nog deelnam in het enkelspel en het dubbelspel), zette zij een punt achter haar carrière. In de zomer van 2011 kreeg zij een zoon.

## Posities op deWTA-ranglijst
Positie per einde seizoen:
| jaar | rang enkelspel | rang dubbelspel |
| ---- | -------------- | --------------- |
| 1995 | 987            | –               |
| 1996 | 596            | –               |
| 1997 | 281            | 213             |
| 1998 | 98             | 69              |
| 1999 | 98             | 51              |
| 2000 | 102            | 57              |
| 2001 | 94             | 60              |
| 2002 | 58             | 67              |
| 2003 | 41             | 15              |
| 2004 | 45             | 31              |
| 2005 | 81             | 29              |
| 2006 | 58             | 49              |
| 2007 | 45             | 42              |
| 2008 | 138            | 134             |

## Palmares
| Legenda                |
| ---------------------- |
| Grandslamtoernooi      |
| Olympische Spelen      |
| Year-End Championships |
| Tier I                 |
| Tier II                |
| Tier III               |
| Tier IV & V            |

### WTA-finaleplaatsen enkelspel
| nr.              | finale     | toernooi       | ondergrond | tegenstandster    | score    |         |
| ---------------- | ---------- | -------------- | ---------- | ----------------- | -------- | ------- |
| gewonnen finales |            |                |            |                   |          |         |
| 1.               | 2004-04-11 | WTA Casablanca | gravel     | Ľudmila Cervanová | 6-2, 6-2 | details |
| 2.               | 2004-04-18 | WTA Estoril    | gravel     | Iveta Benešová    | 7-5, 7-6 | details |
| 3.               | 2007-03-03 | WTA Acapulco   | gravel     | Flavia Pennetta   | 7-6, 6-4 | details |
| verloren finales |            |                |            |                   |          |         |
| geen             |            |                |            |                   |          |         |

### WTA-finaleplaatsen vrouwendubbelspel
| nr.              | finale     | toernooi       | ondergrond | partner                   | tegenstandsters                               | score         |         |
| ---------------- | ---------- | -------------- | ---------- | ------------------------- | --------------------------------------------- | ------------- | ------- |
| gewonnen finales |            |                |            |                           |                                               |               |         |
| 01.              | 1999-11-21 | WTA Pattaya    | hardcourt  | Åsa Carlsson              | Jevgenia Koelikovskaja Patricia Wartusch      | 6-1, 6-4      | details |
| 02.              | 2000-01-15 | WTA Hobart     | hardcourt  | Rita Grande               | Kim Clijsters Alicia Molik                    | 6-2, 2-6, 6-3 | details |
| 03.              | 2001-02-18 | WTA Nice       | tapijt (i) | Anne-Gaëlle Sidot         | Kimberly Po Nathalie Tauziat                  | 1-6, 6-2, 6-0 | details |
| 04.              | 2002-04-21 | WTA Boedapest  | gravel     | Catherine Barclay         | Jelena Bovina Zsófia Gubacsi                  | 4-6, 6-3, 6-3 | details |
| 05.              | 2003-01-11 | WTA Canberra   | hardcourt  | Tathiana Garbin           | Dája Bedáňová Dinara Safina                   | 6-3, 3-6, 6-4 | details |
| 06.              | 2003-03-02 | WTA Acapulco   | gravel     | Åsa Svensson              | Petra Mandula Patricia Wartusch               | 6-3, 6-1      | details |
| 07.              | 2003-09-21 | WTA Shanghai   | hardcourt  | Nicole Pratt              | Ai Sugiyama Tamarine Tanasugarn               | 6-3, 6-3      | details |
| 08.              | 2004-04-11 | WTA Casablanca | gravel     | Marion Bartoli            | Els Callens Katarina Srebotnik                | 6-4, 6-2      | details |
| 09.              | 2005-05-08 | WTA Rabat      | gravel     | Barbora Strýcová          | Lourdes Domínguez Lino Nuria Llagostera Vives | 3-6, 7-6, 7-5 | details |
| 10.              | 2005-05-15 | WTA Praag      | gravel     | Nicole Pratt              | Jelena Kostanić Barbora Strýcová              | 6-7, 6-4, 6-4 | details |
| 11.              | 2005-07-31 | WTA Boedapest  | gravel     | Katarina Srebotnik        | Lourdes Domínguez Lino Marta Marrero          | 6-1, 3-6, 6-2 | details |
| 12.              | 2005-08-14 | WTA Stockholm  | hardcourt  | Katarina Srebotnik        | Eva Birnerová Mara Santangelo                 | 6-4, 6-3      | details |
| 13.              | 2005-10-09 | WTA Tasjkent   | hardcourt  | Maria Elena Camerin       | Anastasia Rodionova Galina Voskobojeva        | 6-3, 6-0      | details |
| 14.              | 2005-10-30 | WTA Hasselt    | tapijt (i) | Katarina Srebotnik        | Michaëlla Krajicek Ágnes Szávay               | 6-3, 6-4      | details |
| 15.              | 2006-01-13 | WTA Hobart     | hardcourt  | Nicole Pratt              | Jill Craybas Jelena Kostanić                  | 6-2, 6-1      | details |
| 16.              | 2006-02-12 | WTA Parijs     | tapijt (i) | Květa Peschke             | Cara Black Rennae Stubbs                      | 7-6, 6-4      | details |
| verloren finales |            |                |            |                           |                                               |               |         |
| 01.              | 1999-01-16 | WTA Hobart     | hardcourt  | Alexia Dechaume-Balleret  | Mariaan de Swardt Olena Tatarkova             | 1-6, 2-6      | details |
| 02.              | 2000-02-13 | WTA Parijs     | tapijt (i) | Åsa Svensson              | Julie Halard-Decugis Sandrine Testud          | 6-3, 3-6, 4-6 | details |
| 03.              | 2002-09-14 | WTA Bahia      | hardcourt  | Rossana Neffa-de los Ríos | Virginia Ruano Pascual Paola Suárez           | 4-6, 1-6      | details |
| 04.              | 2003-01-05 | WTA Gold Coast | hardcourt  | Nathalie Dechy            | Svetlana Koeznetsova Martina Navrátilová      | 4-6, 4-6      | details |
| 05.              | 2003-02-16 | WTA Antwerpen  | tapijt (i) | Nathalie Dechy            | Kim Clijsters Ai Sugiyama                     | 2-6, 0-6      | details |
| 06.              | 2003-09-14 | WTA Bali       | hardcourt  | Nicole Pratt              | María Vento-Kabchi Angelique Widjaja          | 5-7, 2-6      | details |
| 07.              | 2006-01-07 | WTA Auckland   | hardcourt  | Barbora Strýcová          | Jelena Lichovtseva Vera Zvonarjova            | 3-6, 4-6      | details |
| 08.              | 2006-03-05 | WTA Acapulco   | gravel     | Shinobu Asagoe            | Anna-Lena Grönefeld Meghann Shaughnessy       | 1-6, 3-6      | details |
| 09.              | 2006-09-24 | WTA Portorož   | hardcourt  | Eva Birnerová             | Lucie Hradecká Renata Voráčová                | forfait       | details |
| 10.              | 2007-03-03 | WTA Acapulco   | gravel     | Nicole Pratt              | Lourdes Domínguez Lino Arantxa Parra Santonja | 3-6, 3-6      | details |

### Gewonnen ITF-toernooien enkelspel
| nr. | finale     | toernooi       | dotatie | ondergrond | tegenstandster in finale | score         |
| --- | ---------- | -------------- | ------- | ---------- | ------------------------ | ------------- |
| 1.  | 1997-02-02 | Dinan          | $10.000 | gravel     | Emmanuelle Curutchet     | 6-2, 7-6      |
| 2.  | 1997-05-11 | Gelos          | $10.000 | gravel     | Karolina Jagieniak       | 6-4, 6-2      |
| 3.  | 1998-02-01 | Dinan          | $10.000 | gravel     | Élodie Le Bescond        | 6-1, 6-1      |
| 4.  | 2000-09-17 | Bordeaux       | $75.000 | gravel     | Ljoebomira Batsjeva      | 7-5, 6-2      |
| 5.  | 2002-04-14 | Dinan          | $50.000 | gravel     | Zuzana Ondrášková        | 6-2, 7-5      |
| 6.  | 2002-05-05 | Cagnes-sur-Mer | $50.000 | gravel     | Alena Vašková            | 7-5, 3-6, 6-4 |
| 7.  | 2005-10-16 | Joué-lès-Tours | $50.000 | hardcourt  | Jelena Kostanić          | 6-2, 6-1      |

### Gewonnen ITF-toernooien dubbelspel
| nr. | finale     | toernooi | dotatie | ondergrond | partner          | tegenstandsters in finale                   | score    |
| --- | ---------- | -------- | ------- | ---------- | ---------------- | ------------------------------------------- | -------- |
| 1.  | 1998-04-12 | Estoril  | $75.000 | gravel     | Caroline Dhenin  | Radka Bobková Caroline Schneider            | 6-2, 6-3 |
| 2.  | 1999-09-19 | Bordeaux | $50.000 | gravel     | Åsa Carlsson     | Ljoebomira Batsjeva Cristina Torrens Valero | 6-2, 7-6 |
| 3.  | 1999-10-17 | Poitiers | $75.000 | hardcourt  | Åsa Carlsson     | Alexandra Fusai Rita Grande                 | 6-2, 7-6 |
| 4.  | 2001-09-09 | Denain   | $50.000 | gravel     | Irina Seljoetina | Debby Haak Jolanda Mens                     | 6-1, 6-3 |
| 5.  | 2002-04-14 | Dinan    | $50.000 | gravel     | Caroline Dhenin  | Joelija Bejhelzymer Patty Van Acker         | 6-3, 6-1 |

## Resultaten grandslamtoernooien
| Legenda | Legenda                          |
| ------- | -------------------------------- |
| g.t.    | geen toernooi gehouden           |
| l.c.    | lagere categorie                 |
| –       | niet deelgenomen                 |
| G       | uitgeschakeld in de groepsfase   |
| 1R      | uitgeschakeld in de eerste ronde |
| 2R      | uitgeschakeld in de tweede ronde |
| 3R      | uitgeschakeld in de derde ronde  |
| 4R      | uitgeschakeld in de vierde ronde |
| KF      | uitgeschakeld in de kwartfinale  |
| HF      | uitgeschakeld in de halve finale |
| F       | de finale verloren               |
| W       | het toernooi gewonnen            |
| w-v     | winst/verlies-balans             |

### Enkelspel
| Toernooi        | 1997 | 1998 | 1999 | 2000 | 2001 | 2002 | 2003 | 2004 | 2005 | 2006 | 2007 | 2008 | 2009 |
| --------------- | ---- | ---- | ---- | ---- | ---- | ---- | ---- | ---- | ---- | ---- | ---- | ---- | ---- |
| Australian Open | –    | –    | 4R   | 2R   | 3R   | 1R   | 1R   | 2R   | 1R   | 2R   | 2R   | 1R   | –    |
| Roland Garros   | 1R   | 2R   | 1R   | 3R   | 1R   | 3R   | 2R   | 2R   | 3R   | 2R   | 1R   | 3R   | 1R   |
| Wimbledon       | –    | –    | 1R   | –    | 2R   | 2R   | 3R   | 1R   | 1R   | 1R   | 2R   | 2R   | –    |
| US Open         | –    | –    | 1R   | –    | 2R   | 2R   | 3R   | 1R   | 1R   | 2R   | 1R   | 1R   | –    |

### Vrouwendubbelspel
| Toernooi        | 1997 | 1998 | 1999 | 2000 | 2001 | 2002 | 2003 | 2004 | 2005 | 2006 | 2007 | 2008 | 2009 |
| --------------- | ---- | ---- | ---- | ---- | ---- | ---- | ---- | ---- | ---- | ---- | ---- | ---- | ---- |
| Australian Open | –    | –    | 1R   | 2R   | 1R   | 2R   | 3R   | 2R   | 1R   | 3R   | 2R   | –    | –    |
| Roland Garros   | 2R   | 3R   | 1R   | 1R   | 2R   | 1R   | KF   | 2R   | KF   | 1R   | 1R   | 2R   | 1R   |
| Wimbledon       | –    | 2R   | 2R   | 2R   | 2R   | 2R   | 3R   | KF   | 3R   | 1R   | 2R   | 2R   | –    |
| US Open         | –    | KF   | 2R   | 1R   | 1R   | 1R   | 2R   | 3R   | 3R   | 1R   | 3R   | 1R   | –    |